# Leonardo Coelho
Leonardo Coelho (Río de Janeiro, Brasil, 17 de mayo de 1993) es un jugador de fútbol brasileño que juega como zaguero en el Club Atlético Peñarol de la Primera División de Uruguay.

## Trayectoria
Leo Coelho comenzó en las divisiones juveniles del Nacional-SP. 
Hizo su debut profesional para el club el 30 de abril de 2011, comenzando con una derrota en casa por 3 a 1 frente a Jabaquara, por el Campeonato Paulista de Segunda División.
Posteriormente tuvo breves pasos por Grêmio Barueri, Penapolense y Paraná, debutando en este último en la Série B.
En enero de 2016 se convierte en nuevo refuerzo de Río Claro.
En mayo del mismo año fue cedido a préstamo al Santos, siendo inicialmente asignado al equipo B.
Luego de ser titular indiscutible en la Copa Paulista con el Santos (equipo B), es cedido nuevamente a préstamo al Penapolense en febrero de 2017.
En enero de 2018 llega al Portuguesa, donde se mantuvo durante una temporada. Un año más tarde, en enero de 2019, se convertiría en nuevo jugador de Comercial, esta vez por 8 meses.

### Fénix
En agosto de 2019 tuvo su primera experiencia fuera de Brasil, arribando a Fénix de Uruguay. 
En total jugó tres temporadas para Fénix, disputando 59 partidos y anotando en 6 oportunidades. 
Este paso significó un gran salto en la carrera de Coelho, ya que aquí logró tener su primera experiencia en copas internacionales, debutando en Copa Sudamericana ante El Nacional, en febrero de 2020.

### Atlético de San Luis
Sus buenas actuaciones en el fútbol uruguayo le valieron su pase al Atlético de San Luis de México en julio de 2021. Sin embargo, allí no tuvo gran participación, por lo que retornaría a Uruguay en febrero de 2022, esta vez a Nacional (en calidad de préstamo).

### Nacional
Con los albos sí encontró la titularidad que buscaba, siendo pieza clave del equipo uruguayo. Debutó en encuentro por Copa Libertadores ante el Red Bull Bragantino.
Obtendría el Campeonato Uruguayo  de ese año, jugando junto a Luis Suárez en el año que el jugador retorno al club. Cohelo sería premiado por la AUF como mejor zaguero de 2022, integrando el 11 ideal de ese año del fútbol uruguayo.

### Peñarol
Tras finalizar el préstamo en Nacional en diciembre de 2022, la ficha retornaría al Atlético de San Luis, sin embargo, el otro grande de Uruguay, Peñarol, se haría con la ficha de Coelho, desembolsando 374 mil dólares por el jugador.
Pese a los intentos de Nacional de mantenerlo en el plantel ofreciéndole ser el segundo jugador mejor pago en el plantel, se realizó el pase, que provocó molestia de los aficionados albos, llegando hasta recibir amenazas el jugador por redes sociales.

## Estadísticas

### Clubes
Actualizado al último partido disputado el 14 de noviembre de 2024: Wanderers 0-2 Peñarol.
| Nacional-SP · Brasil                | 6.ª           | 2011          | 10  | 0  | –  | – | –  | – | 10  | 0  | 0    |
| Nacional-SP · Brasil                | 6.ª           | 2012          | 21  | 1  | –  | – | –  | – | 21  | 1  | 0.05 |
| Nacional-SP · Brasil                | 6.ª           | 2013          | 6   | 0  | –  | – | –  | – | 6   | 0  | 0    |
| Nacional-SP · Brasil                | 6.ª           | 2014          | 19  | 1  | –  | – | –  | – | 19  | 1  | 0.05 |
| Nacional-SP · Brasil                | Total club    | Total club    | 56  | 2  | 0  | 0 | 0  | 0 | 56  | 2  | 0.04 |
| Grêmio Barueri F. (cedido) · Brasil | 3.ª           | 2013          | 7   | 0  | –  | – | –  | – | 7   | 0  | 0    |
| Grêmio Barueri F. (cedido) · Brasil | Total club    | Total club    | 7   | 0  | 0  | 0 | 0  | 0 | 7   | 0  | 0    |
| C. A. Penapolense (cedido) · Brasil | 5.ª           | 2015          | 4   | 0  | –  | – | –  | – | 4   | 0  | 0    |
| C. A. Penapolense (cedido) · Brasil | Total club    | Total club    | 4   | 0  | 0  | 0 | 0  | 0 | 4   | 0  | 0    |
| Paraná C. (cedido) · Brasil         | 2.ª           | 2015          | 10  | 0  | –  | – | –  | – | 10  | 0  | 0    |
| Paraná C. (cedido) · Brasil         | Total club    | Total club    | 10  | 0  | 0  | 0 | 0  | 0 | 10  | 0  | 0    |
| Rio Claro F. C. · Brasil            | 5.ª           | 2016          | 5   | 0  | –  | – | –  | – | 5   | 0  | 0    |
| Rio Claro F. C. · Brasil            | Total club    | Total club    | 5   | 0  | 0  | 0 | 0  | 0 | 5   | 0  | 0    |
| Santos F. C. · Brasil               | 1.ª           | 2016          | 0   | 0  | 14 | 1 | –  | – | 14  | 1  | 0.07 |
| Santos F. C. · Brasil               | Total club    | Total club    | 0   | 0  | 14 | 1 | 0  | 0 | 14  | 1  | 0.07 |
| C. A. Penapolense (cedido) · Brasil | 6.ª           | 2017          | 6   | 0  | –  | – | –  | – | 6   | 0  | 0    |
| C. A. Penapolense (cedido) · Brasil | Total club    | Total club    | 6   | 0  | 0  | 0 | 0  | 0 | 6   | 0  | 0    |
| A. Portuguesa D. · Brasil           | 6.ª           | 2018          | 5   | 0  | –  | – | –  | – | 5   | 0  | 0    |
| A. Portuguesa D. · Brasil           | Total club    | Total club    | 5   | 0  | 0  | 0 | 0  | 0 | 5   | 0  | 0    |
| Comercial F. C. · Brasil            | 7.ª           | 2019          | 10  | 0  | –  | – | –  | – | 10  | 0  | 0    |
| Comercial F. C. · Brasil            | Total club    | Total club    | 10  | 0  | 0  | 0 | 0  | 0 | 10  | 0  | 0    |
| C. A. Fénix · Uruguay               | 1.ª           | 2019          | 18  | 5  | –  | – | –  | – | 18  | 5  | 0.28 |
| C. A. Fénix · Uruguay               | 1.ª           | 2020          | 31  | 1  | –  | – | 6  | 0 | 37  | 0  | 0    |
| C. A. Fénix · Uruguay               | 1.ª           | 2021          | 2   | 0  | –  | – | 2  | 0 | 4   | 0  | 0    |
| C. A. Fénix · Uruguay               | Total club    | Total club    | 51  | 6  | 0  | 0 | 8  | 0 | 59  | 6  | 0.1  |
| Atlético San Luis · México          | 1.ª           | 2021          | 10  | 0  | –  | – | –  | – | 10  | 0  | 0    |
| Atlético San Luis · México          | Total club    | Total club    | 10  | 0  | 0  | 0 | 0  | 0 | 10  | 0  | 0    |
| Nacional (cedido) · Uruguay         | 1.ª           | 2022          | 33  | 2  | 1  | 0 | 9  | 0 | 43  | 2  | 0.05 |
| Nacional (cedido) · Uruguay         | Total club    | Total club    | 33  | 2  | 1  | 0 | 9  | 0 | 43  | 2  | 0.05 |
| Peñarol · Uruguay                   | 1.ª           | 2023          | 31  | 0  | 3  | 0 | 4  | 0 | 38  | 0  | 0    |
| Peñarol · Uruguay                   | 1.ª           | 2024          | 22  | 3  | –  | – | 5  | 0 | 27  | 3  | 0.11 |
| Peñarol · Uruguay                   | Total club    | Total club    | 53  | 3  | 3  | 0 | 9  | 0 | 65  | 3  | 0.05 |
| Total carrera                       | Total carrera | Total carrera | 250 | 13 | 18 | 1 | 26 | 0 | 294 | 14 | 0.05 |
| 1. 2. 3. 4.                         |               |               |     |    |    |   |    |   |     |    |      |

## Palmarés

### Títulos nacionales
| Título              | Club     | País    | Año  |
| ------------------- | -------- | ------- | ---- |
| Torneo Clausura     | Nacional | Uruguay | 2022 |
| Campeonato Uruguayo | Nacional | Uruguay | 2022 |
| Torneo Apertura     | Peñarol  | Uruguay | 2023 |
| Torneo Apertura     | Peñarol  | Uruguay | 2024 |
| Torneo Clausura     | Peñarol  | Uruguay | 2024 |
| Campeonato Uruguayo | Peñarol  | Uruguay | 2024 |
| Torneo Intermedio   | Peñarol  | Uruguay | 2025 |

### Distinciones individuales
| Distinción                   | Año  |
| ---------------------------- | ---- |
| 11 ideal Campeonato Uruguayo | 2022 |